# Treskow (Adelsgeschlecht)

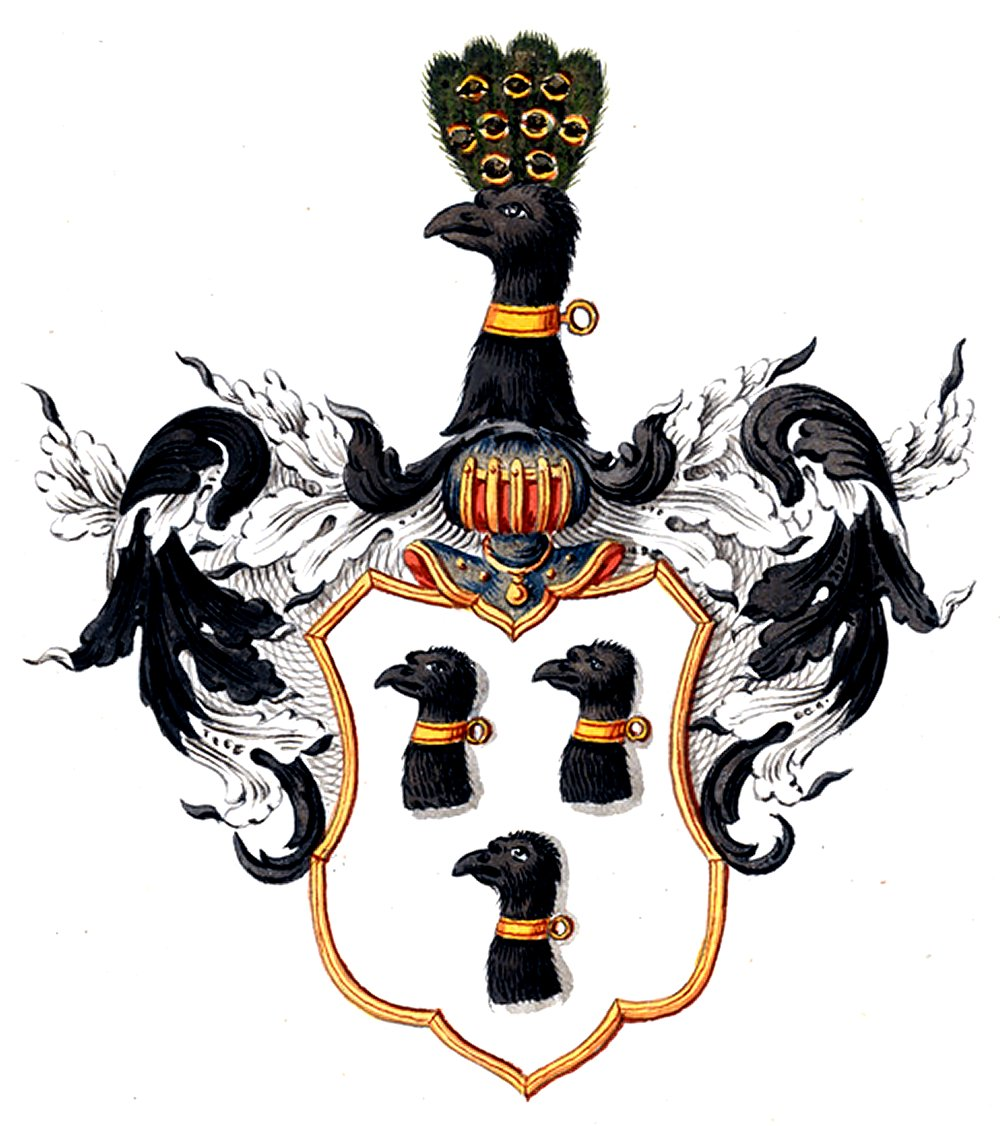
Wappen der Familie von Treskow

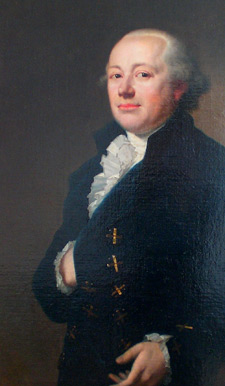
Sigmund Otto Joseph von Treskow

Die Familie von Treskow ist eine deutsche briefadelige Familie, die auf den 1797 nobilitierten Sigmund Otto Joseph von Treskow zurückgeht, der ein unehelicher Sohn eines Angehörigen des Uradelsgeschlechts von Tresckow war. Die Familie erlangte im 19. Jahrhundert großen Besitz und Ansehen, wovon heute zahlreiche nach ihr benannte Straßen und Alleen zeugen.
Mitte des 19. Jahrhunderts besaßen die Erben des Begründers die Rittergüter Friedrichsfelde und Dahlwitz im Landkreis Niederbarnim, Kade im Landkreis Jerichow II, Neuhaus im Landkreis Schwerin a.d. Warthe, Weissagk im Landkreis Sorau, Owinsk, Biedrusko, Radojewo, Bolechowo, Wierzonka, Morasko, Chludowo, Choynica, Knyszyn und Trzuskotowo im Landkreis Posen, Wronczyn und Zlotnik im Landkreis Schroda, Tworkowo im Landkreis Obornik, Grocholin im Landkreis Schubin, Niederbaumgarten und Hohen-Petersdorff im Landkreis Bolkenhain sowie Chodowo, Domanikowo und die Herrschaft Strzelce im Königreich Polen, sowie zahlreiche Nebengüter der Rittergüter.

## Geschichte
Die Familie stammt von dem Berliner Kaufmann Sigmund Otto Joseph von Treskow (1756–1825) ab, der vom preußischen König Friedrich Wilhelm II. in den erblichen Adelsstand erhoben wurde. Treskow war ein unehelicher Sohn des uradeligen Geheimrats Albert Sigismund von Tresckow, als solchem erwuchsen ihm keine (adeligen) Namensrechte. Erst nachdem Treskow zu einem der reichsten Männer Berlins aufgestiegen war, durfte er seinen König bitten, „meinen Adel wiederherzustellen, den alle Verwandten meines Vaters von jeher anerkannt haben“. Die schnelle Nobilitierung war Voraussetzung für die Übernahme der riesigen Klostergüter von Owinsk bei Posen zum 1. Juli 1797. Die Nachkommen Sigmund Otto Joseph von Treskows zählen somit zum preußischen Briefadel und behielten die alte Schreibweise des Familiennamens bei, während die uradelige Familie sukzessive die Schreibweise Tresckow annahm.

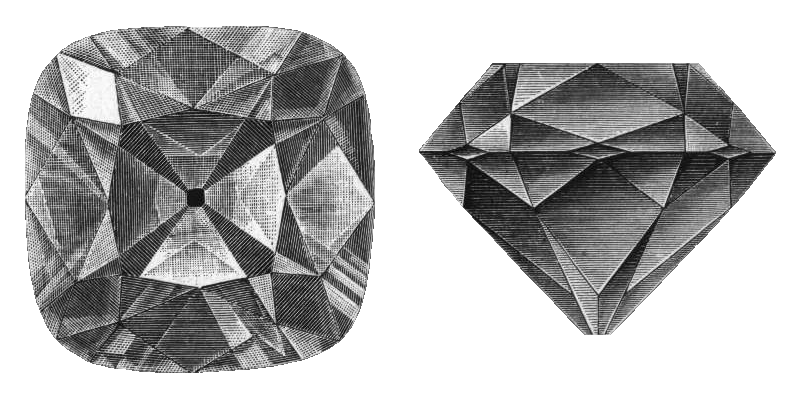
Diamant Le Régent

Im späten 18. Jahrhundert stieg Sigismund Otto Joseph von Treskow zum Großkaufmann und Armeelieferanten auf. Für die Belieferung der amerikanischen Revolutionsarmee verpfändete ihm US-Präsident George Washington 4000 Acre Land am oberen Mississippi. Die Erhebung der Familie von Treskow in den Adelsstand 1797 fiel zeitlich mit einem weiteren großen Auslandsauftrag zusammen: Treskow lieferte durch seine Kontakte zum Hofe Pferde und Uniformen an die französische Revolutionsarmee. Man überließ ihm den 140-karätigen Kronendiamanten Regent, einen der größten Diamanten der Welt, welchen die französischen Könige und Kaiser Louis XV., Karl X. und Napoleon III. in ihren Kronen trugen. Der Diamant ging später an Napoleon Bonaparte zurück, welcher ihn bei seiner Krönung trug und in sein Paradeschwert montieren ließ, und ist heute im Louvre als Teil der französischen Kronjuwelen ausgestellt.
Die Nachfahren Sigismund Otto Joseph von Treskows gliedern sich in verschiedene Linien, welche sich jeweils auf zahlreichen weiteren Gütern niederließen.

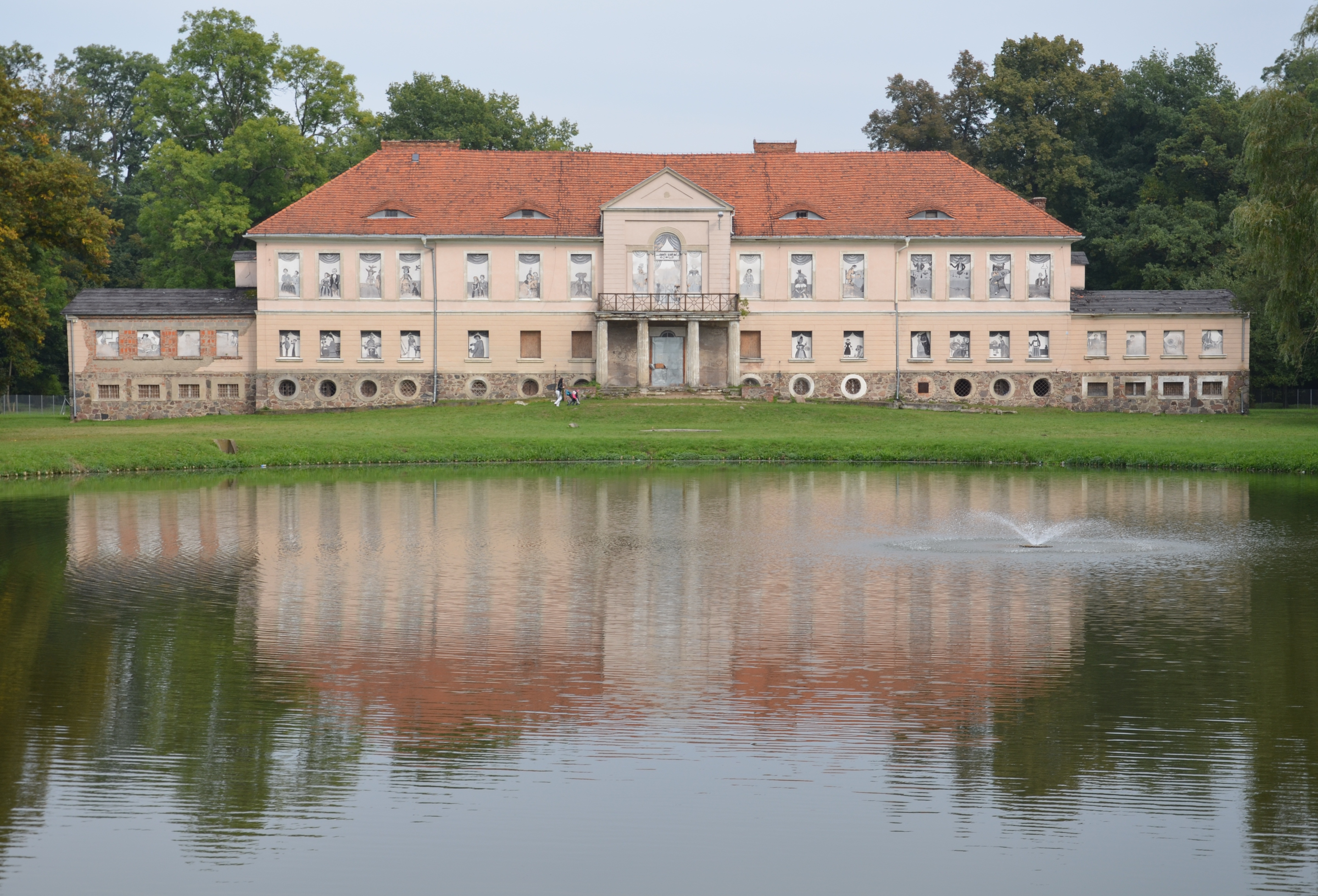
Schloss Owinsk

### Owinsker Linie
1797 erhielt Sigmund Otto Joseph von Treskow die preußische Herrschaft Owinsk als königliche Dotation und wurde somit Herr über 20.000 Hektar. Hier ließ er die Schlösser Owinsk und Radojewo in Südpreußen errichten, die später im Gebiet des napoleonischen Herzogtums Warschau lagen. Das Schloss Owinsk und seine weitläufigen Parkanlagen gelten heute als bedeutendes Frühwerk Karl Friedrich Schinkels.
Napoleon Bonaparte wurde im 19. Jahrhundert von Carl von Treskow auf Schloss Owinsk empfangen und hielt sich in Owinsk und Radojewo auf. Aufgrund von Napoleons Beziehungen zu der Familie v. Treskow wurden deren Schlösser und Ländereien später von Kriegsschäden verschont. Neben Napoleon kamen auch Fürst Radziwill mit seiner Frau Luise von Preußen, sowie König Friedrich Wilhelm IV. nach Owinsk um die Architektur und Parkanlage zu bestaunen.
Theodor Fontane widmete Owinsk in seinem Roman Mathilde Möhring eine Passage und nannte es „ein Nest, natürlich, und wenn man aufgestanden ist, kann man auch schon wieder zu Bette gehn, … aber ein Gutes hat solch Nest doch, man hat Muße, man kann seinen paar Gedanken nachhängen, wenn man welche hat“.
Da sich der Gutsherr jedoch mehr in Paris und Berlin aufhielt, übergab er die Güter zunächst seinen Söhnen Carl und Wilhelm. Endgültiger Besitzer wurde 1828 der jüngste Sohn, Otto Sigismund (1793–1855).
Im Mai 1943 wurde der Ort von Owinsk in Treskau umbenannt.

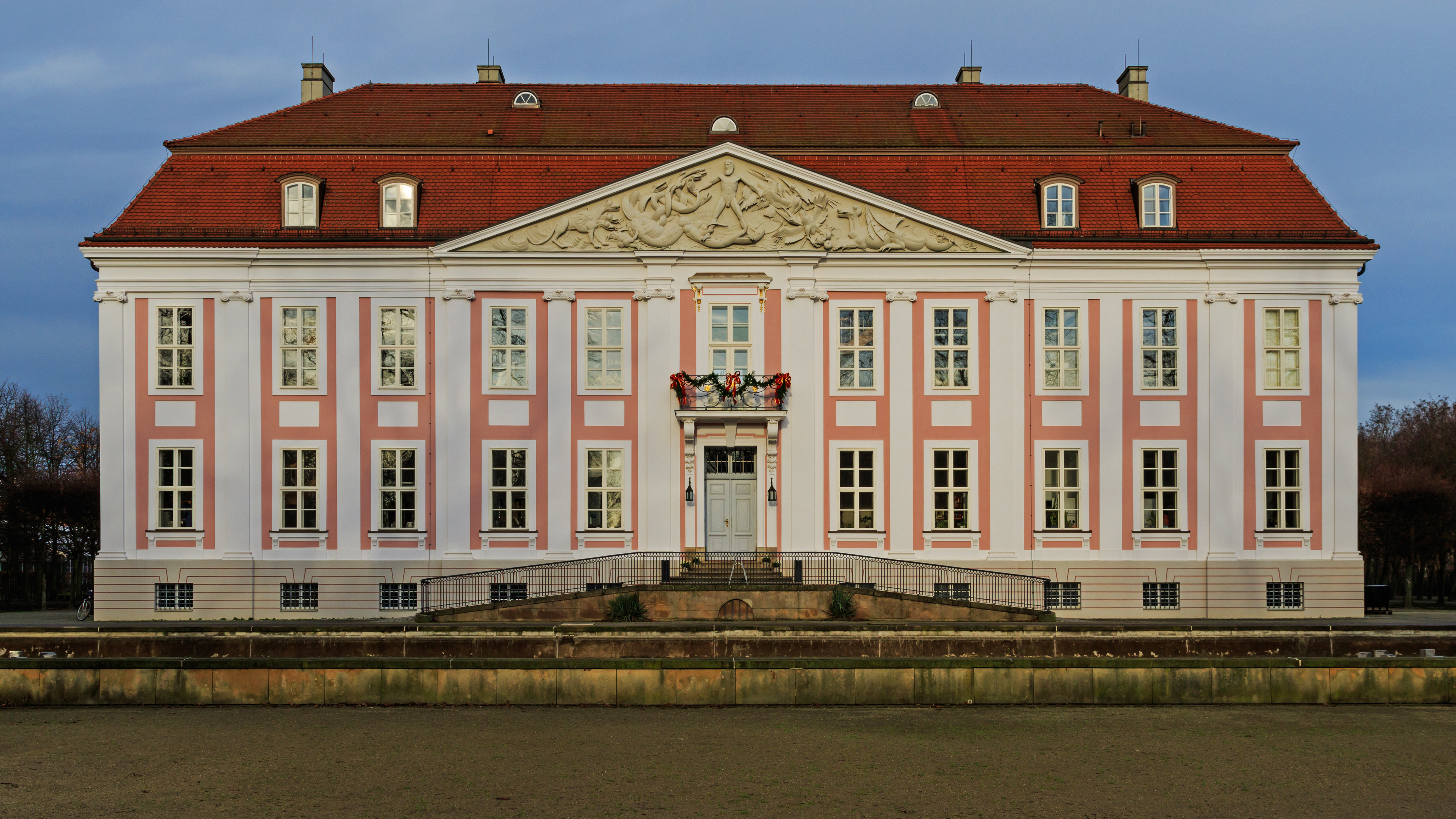
Schloss Friedrichsfelde in Berlin

### Friedrichsfelder Linie
Carl I. von Treskow (1787–1846) verließ Owinsk 1812 und erwarb das Rittergut Kade, sowie 1816 das Rittergut und Schloss Friedrichsfelde (heute Berlin-Friedrichsfelde). Neben der Bewirtschaftung von Friedrichsfelde erwarb Carl eine Reihe neuer Gutsherrschaften hinzu, so dass er jedem seiner neun Kinder ein eigenes Rittergut hinterlassen konnte. 1825 legte er das Vorwerk Carlshorst an, welches den Ursprung des heutigen Berliner Stadtteils Karlshorst (benannt nach Carl v. Treskow) darstellt. Die von ihm angelegte Verbindungschaussee nach Friedrichsfelde heißt bis heute Treskowallee.
Unter Carl II. von Treskow (1819–1882) wurde Schloss Friedrichsfelde ein Treffpunkt konservativer Kräfte des neuen Kaiserreichs. Durch seine 1854 erfolgte Eheschließung mit Adelheid Gräfin von Haeseler hatte Carl in eine der prominenten Familien des Hofes eingeheiratet.
Weiter brachte Carl II. von Treskow den Schriftsteller Theodor Fontane nach Friedrichsfelde, der in seinen Werken immer wieder darauf zurückkam. Selbst 25 Jahre später, als er den Stechlin niederschrieb, baute er seine Erinnerungen an Friedrichsfelde in die Romanhandlung ein, indem er den jungen Stechlin und Melusine auf einer Müggelsee-Kahnfahrt über Friedrichsfelde parlieren lässt und seine Beobachtungen niederschreibt. Fontane beschrieb Friedrichsfelde, für ihn das „Charlottenburg des Ostens“, wie folgt:

„Eine Parkwiese voll blühender Linden, zwischen den Kronen ein Streifen blauer Himmel und an dem Himmelsstreifen ein Volk weißer Tauben, das, die letzten Sonnenstrahlen einsaugend, sich oben in den Lüften wiegt. Die nahe Hauptstadt samt ihrem Lärm, wir empfinden sie wie hundert Meilen weit. Hier ist Friede!“

Ab 1880 übernahm Sigismund von Treskow (1864–1945) die Verwaltung von Friedrichsfelde und Karlshorst und beteiligte sich unmittelbar an der Entwicklung der Rennbahn und Villenkolonie Karlshorst. Für seine Verdienste, zu denen insbesondere die Erschließung der nördlichen und östlichen Vororte Berlins mit Straßenbahn und Eisenbahn und der damit verbundene gewerbliche Aufschwung gehörten, wurde er mit insgesamt acht Straßen-Namensgebungen geehrt. Auch die Treskowbrücke erhielt ihm zu Ehren ihren Namen.

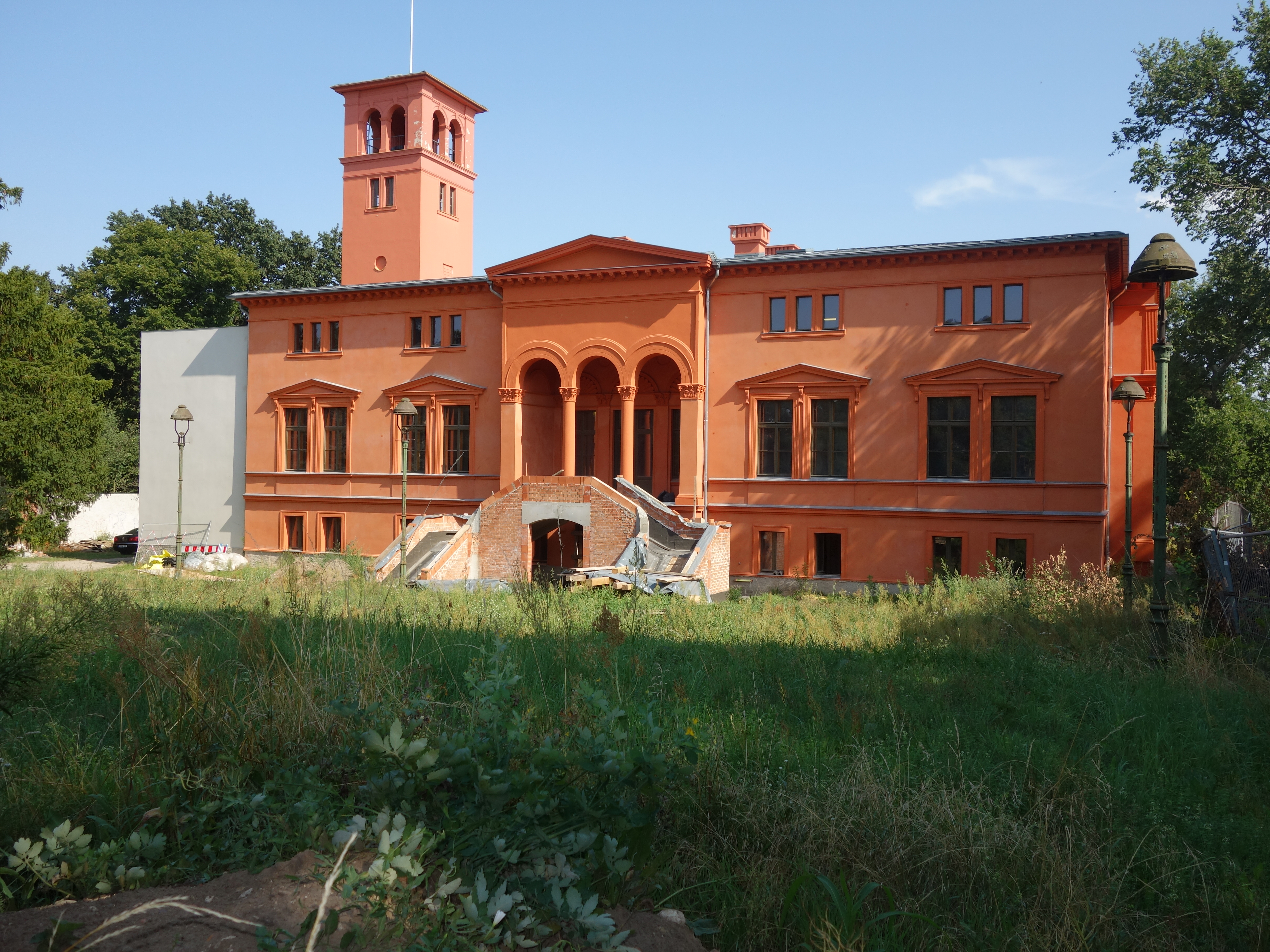
Schloss Dahlwitz bei Berlin

### Dahlwitzer Linie
Die Linie der Treskows in Dahlwitz geht auf Heinrich von Treskow (1823–1886) zurück, welcher nach seiner Eheschließung mit Marianne von Knoblauch ein Rittergut in der Nähe seines Elternhauses Schloss Friedrichsfelde suchte und fand es schließlich 1850 in dem wenige Kilometer östlich gelegenen Rittergut Dahlwitz mit seinen Nebengütern Hoppegarten, Münchehofe, Rahnsdorf am Müggelsee und Kiekemal – insgesamt eine Fläche von knapp 1500 Hektar. Er beauftragte den Architekten Friedrich Hitzig 1856 mit dem Neubau des Dahlwitzer Schlosses. 1866 verpachtete Heinrich Karl (Carl) von Treskow 430 Hektar in Hoppegarten an das dort ansässige Union-Gestüt. 1867 wurde im Berliner Hotel de Rome der Union-Klub gegründet. Im Folgejahr 1868 gab der Klub den Bau der Galopprennbahn Hoppegarten in Auftrag, die nach dem Vorbild der Pariser Pferderennbahn Longchamp gestaltet wurde. König Wilhelm I. und Kanzler Otto von Bismarck eröffneten die Rennbahn 1868. Zwei Jahre später, 1870, wurde der Rennbahnhof Hoppegarten in Betrieb genommen, 1874 erwarb der Club das Gelände von Heinrich von Treskow für 296.000 Taler.
Das Gut fiel 1886 an den Sohn Heinrich Karl von Treskow (1858–1928), welcher die Tradition seines Vaters fortsetzte und Dahlwitz, in der unmittelbaren Nachbarschaft zur Rennbahn Hoppegarten gelegen, zu einem bedeutenden Rennstall machte. Er war 1881 Gründungsmitglied des „Hinderniss-Vereins“ und 1917–1928 dessen Vizepräsident. Seit 1915 war er ebenfalls Vize-Präsident des Berliner Renn-Vereins. Noch immer finden Pferderennen in der Rennbahn Hoppegarten statt, unter anderem wird hier seit 1880 der Große Preis von Berlin vergeben.

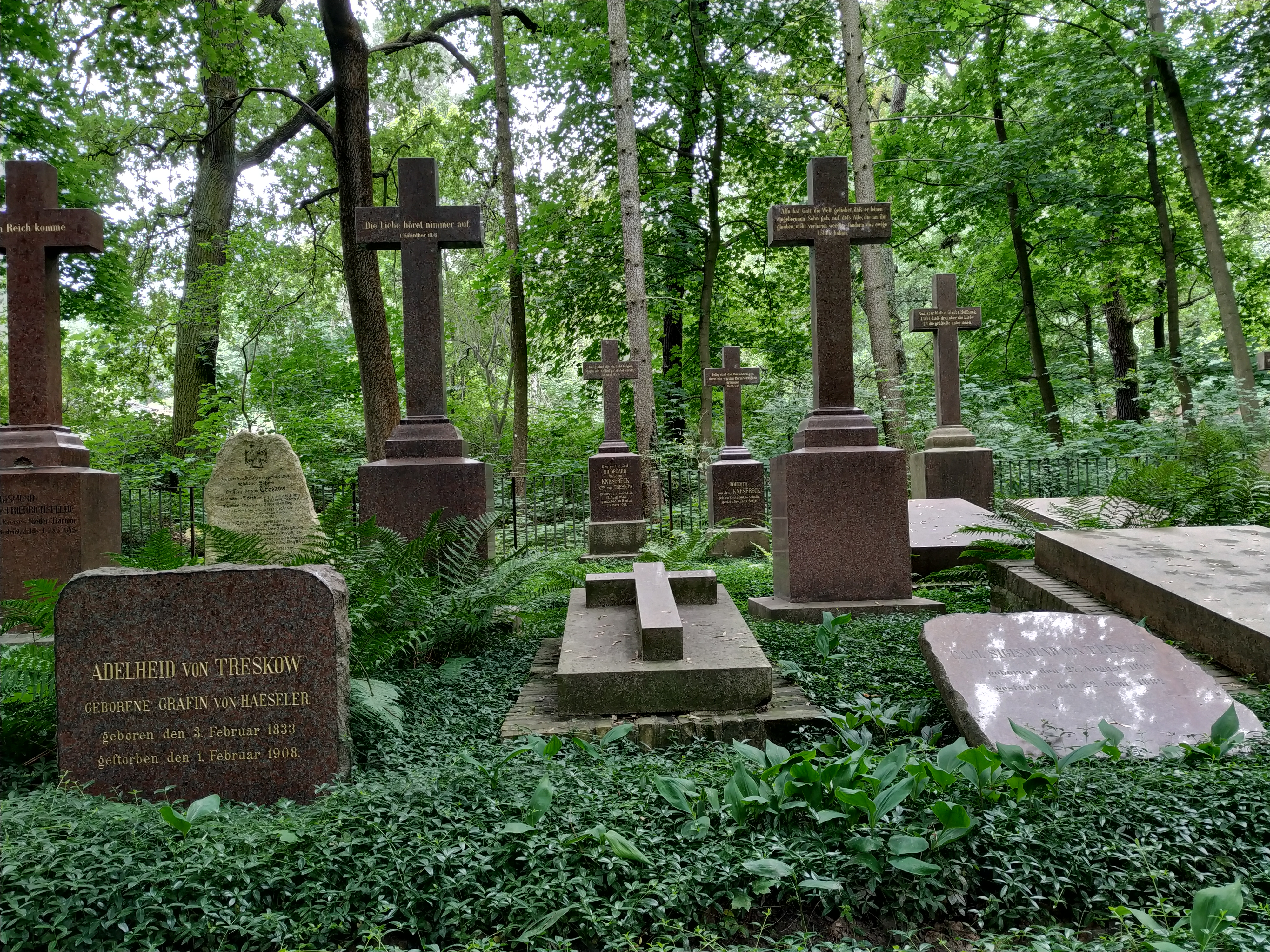
Familienfriedhof der Familie von Treskow Berlin-Friedrichsfelde

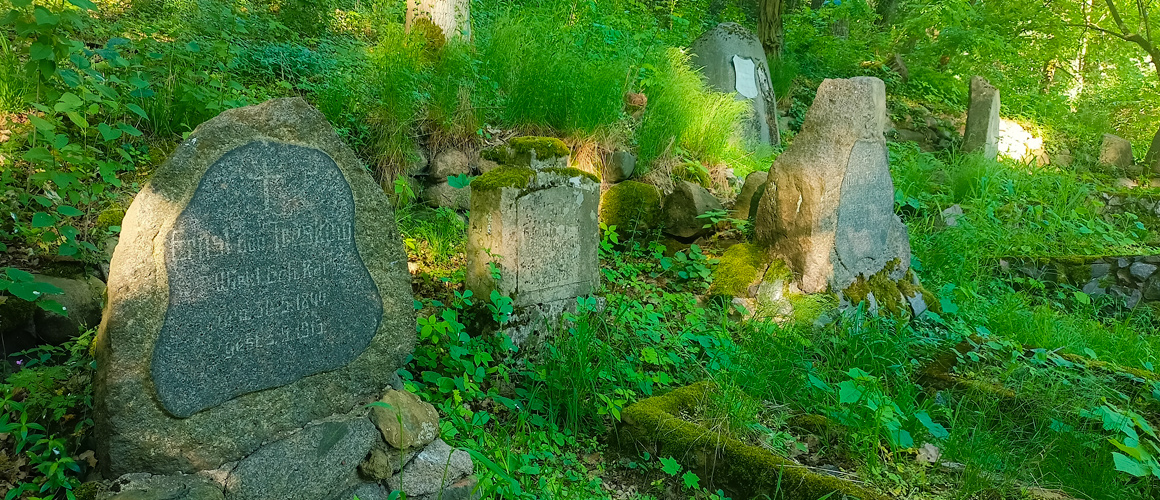
Familienfriedhof der Familie von Treskow-Radojewo (Radojewie)

## Wappen
Das 1797 verliehene Wappen mit den drei Straußenköpfen lehnt sich eng an das uradelige Familienwappen mit drei Entenköpfen an – nach der Beschreibung des Sekretärs im Kabinettsministerium Christian Ludwig Siebmann vom 22. März 1797 zeigte es „drei rechtgekehrte Strauß-Köpfe mit goldnen Halsbändern“, und „auf dem Helm selbst ruhet ein rechtsgekehrter und mit einem Pfauen-Schwanz und goldnem Halsband gezierter Strauß-Kopf.“

## Familienverband
In den Jahren 1876–1893 unterhielten die Familien v. Tresckow und v. Treskow eine gemeinsame Familiengenossenschaft. Seit 1893 besteht der heutige Familienverband von Treskow, dessen Familientage seit 2001 mit denen der Familie von Tresckow koordiniert werden. Beide Familien trafen sich 2001 in Quedlinburg, 2003 in Heidelberg, 2005 in Schwerin, 2007 in Aachen, 2009 in Eisenach, 2011 in Regensburg, 2013 in Tangermünde, 2015 im Berliner Schloss Friedrichsfelde, 2017 in Frankfurt am Main, 2019 in Naumburg, 2022 in Nürnberg und 2024 in Leipzig.
2001 stifteten beide Familien für die Sanierung des Epitaphs von Albert Sigismund von Tresckow, der die historische Klammer der Familiengeschichte darstellt und der 1767 im dortigen Kreuzgang beigesetzt wurde.

## Orte

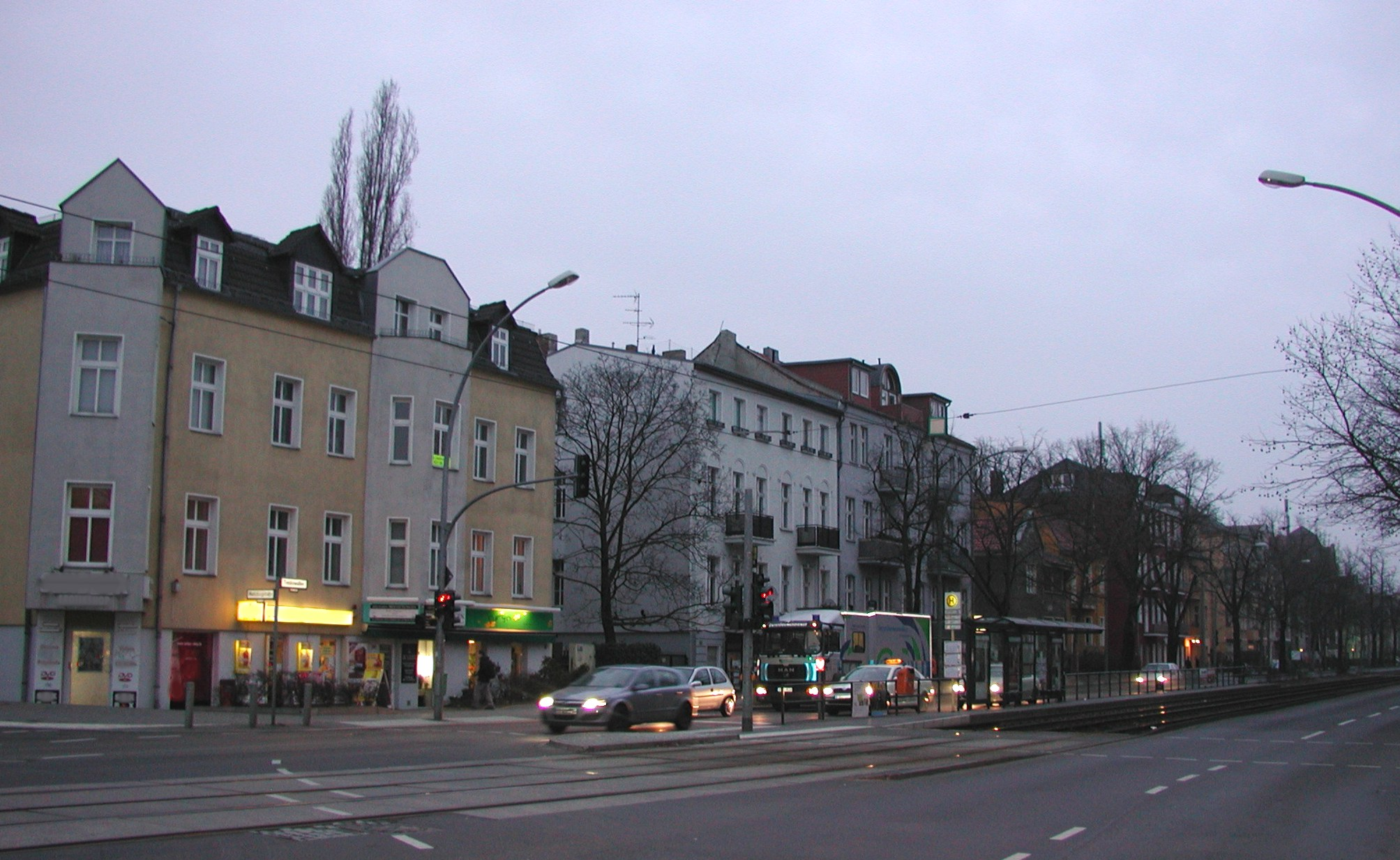
Treskowallee in Berlin

### Straßen und Plätze
- Treskowallee in Berlin-Oberschöneweide und -Lichtenberg
- Treskowbrücke in Berlin Treptow-Köpenick
- Treskowstraße in Berlin-Heinersdorf
- Treskowstraße in Berlin-Mahlsdorf
- Treskowstraße in Berlin-Niederschönhausen
- Treskowstraße in Berlin-Oberschöneweide
- Treskowstraße in Berlin-Tegel
- Treskower Ring in Treskow (Neuruppin)
- Von-Treskow-Pfad in Ilmenau
- Treskow-Höfe in Berlin-Karlshorst, benannt nach Lage an der Treskowallee

### Häuser und Schlösser

#### Berlin

Schloss Niederbaumgarten

- Schloss Friedrichsfelde, von 1816 bis zur Enteignung durch die sowjetische Besatzungsmacht 1945 in Besitz der Familie von Treskow
- Familienfriedhof der Familie von Treskow im Schlosspark von Friedrichsfelde, heute unter Denkmalschutz
- Maison George, gesellschaftliches Zentrum der Berliner Klassik mit repräsentativen Wohnungen in der Berliner Friedrichstraße und Georgenstraße, erbaut von Benjamin George, Schwiegervater von Otto Sigismund von Treskow; verkauft an den Preußischen Staat 1822 und umgebaut zur militärärztlichen Pépinière. Zu den Bewohnern und Besuchern des damals größten Privathauses Berlins gehörten u. a. die russischen und schwedischen Botschafter in Berlin, Alexander von Humboldt, US-Präsident John Quincy Adams und Bettina von Arnim.

#### Brandenburg
- Gutshaus in Altenplathow, von 1911 bis 1918 in Familienbesitz
- Schloss Dahlwitz, 1856 erbaut von Heinrich von Treskow
- Gutshaus in Kade, von 1812 bis 1872 in Familienbesitz

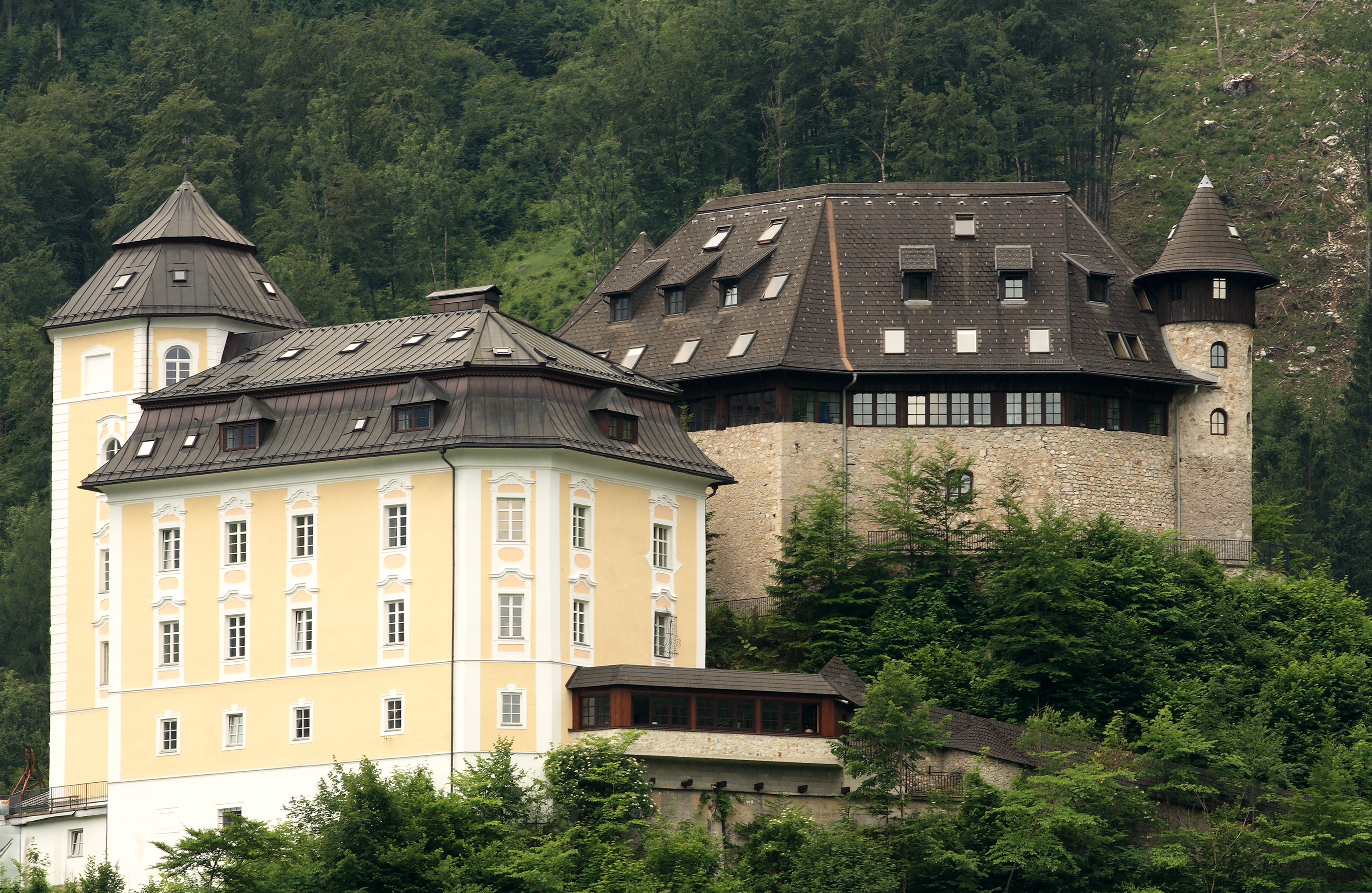
Schloss Klaus

- Gutshaus in Milow (Burg Milow)

#### Österreich
- Schloss Klaus im Steyrtal, 1940 gekauft von Sigismund von Treskow und überlassen an seine Nichte und Adoptivtochter Ursula von Sydow. Das Schloss befindet sich noch heute im Besitz der Familie von Sydow.

#### Frankreich
- Chateau Livron in Vétraz-Monthoux bei Genf, 1897–1907 in Familienbesitz[8]

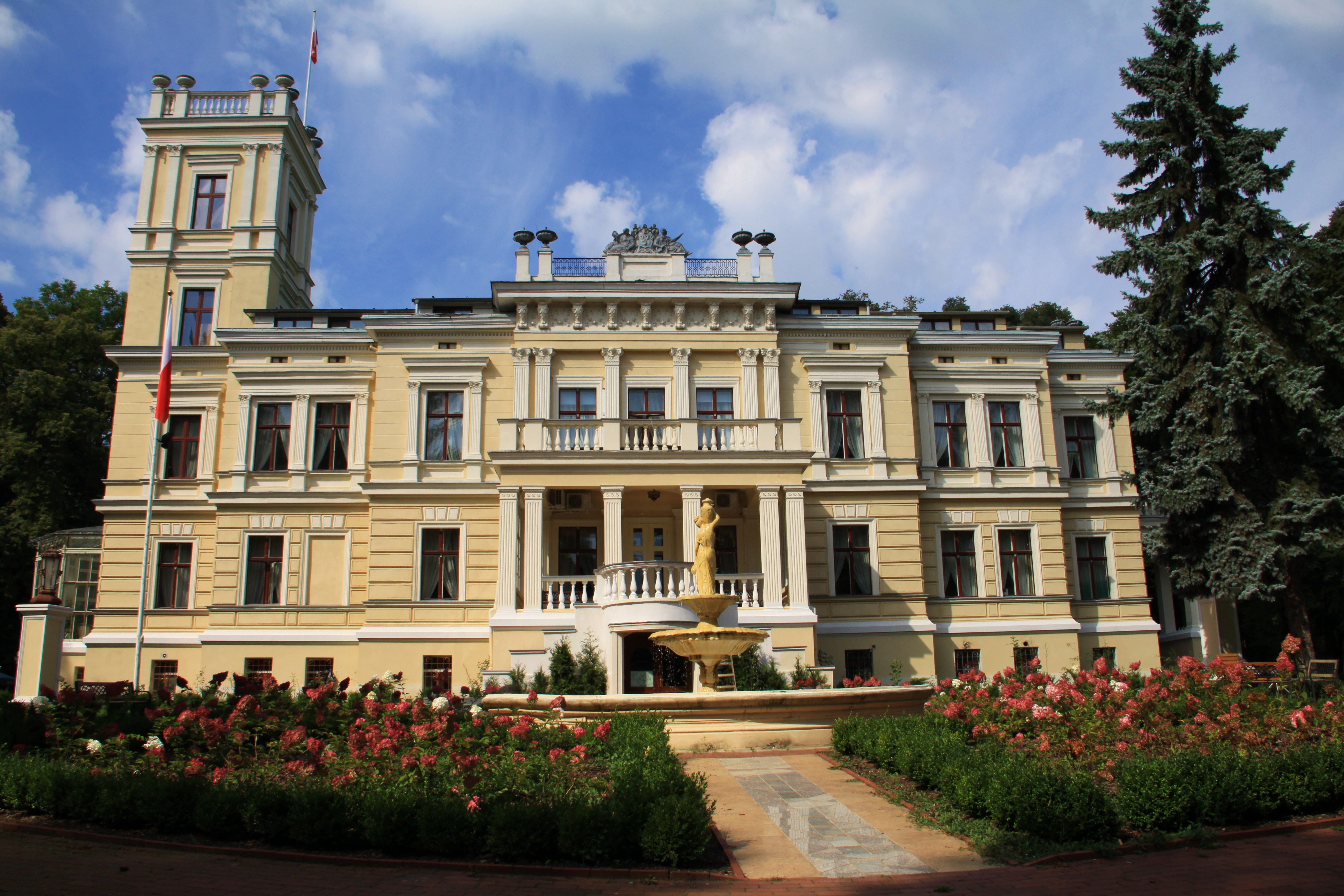
Schloss Treskow (Biedrusko)

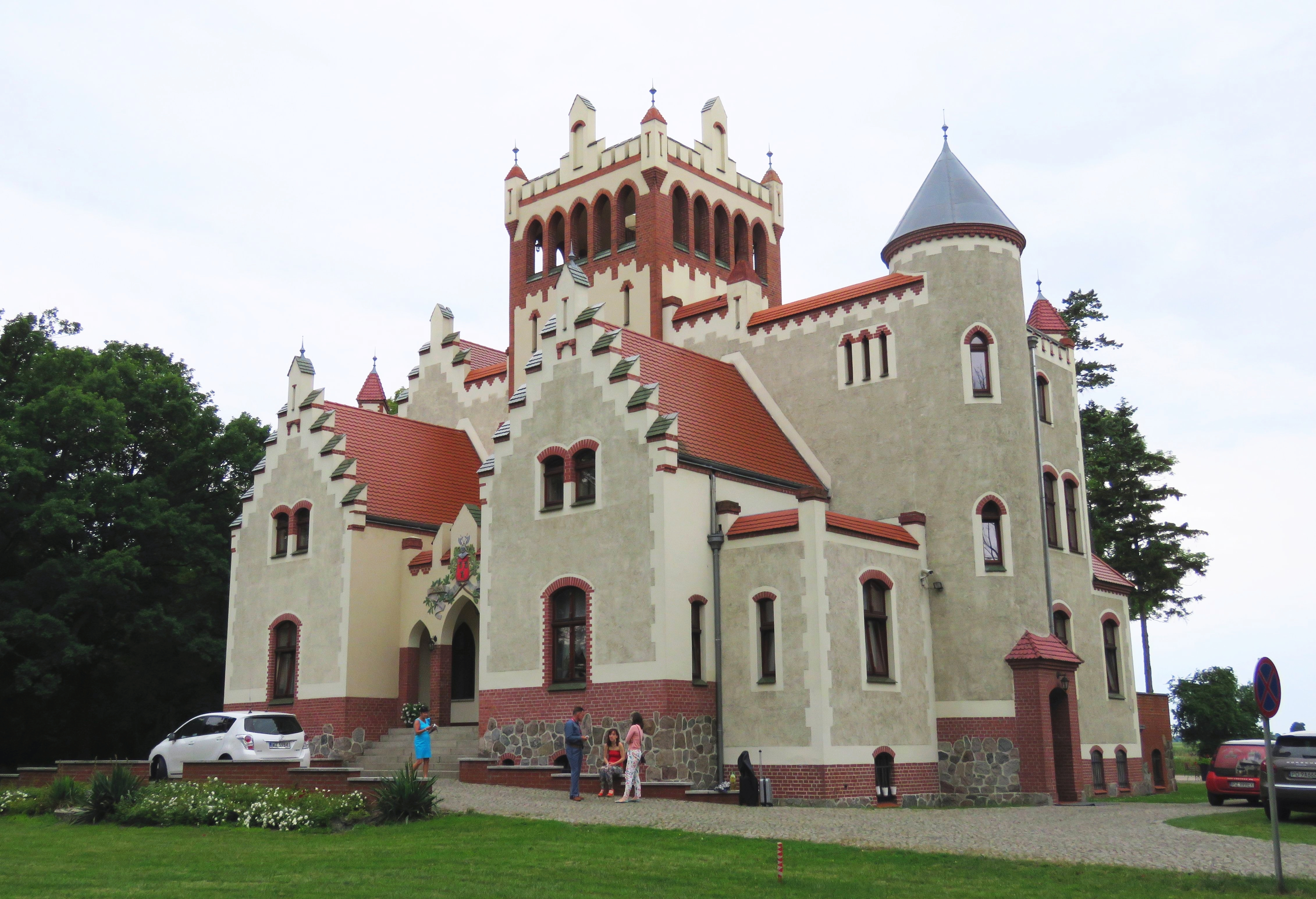
Schloss von Treskow (Strykowo)

- Schloss Ährensee (Strykowo), von 1900 bis 1945 in Familienbesitz, heute Hotel Schloss von Treskow (polnisch: Zamek von Treskov)[9]

#### Polen
- Gutshaus in Bolechowo (Bernau), 1797–1873 in Familienbesitz
- Schloss Chludowo, 1797–1909 und 1914–1922 in Familienbesitz
- Schloss Chodowo, 1836 erbaut für Hermann von Treskow
- Gutshaus in Domanikowo, 1836 erbaut für Hermann von Treskow
- Herrenhaus und Park Giesenbrügge (Gizyn) 1897–1926 in Familienbesitz
- Schloss Hohenpetersdorff (Pietrzykow), 1847–1899 in Familienbesitz
- Herrenhaus und Burg Grocholin (Jürgensburg), 1836–1945 in Familienbesitz
- Gutshaus Wronczyn, 1850–1880 in Familienbesitz
- Gutshaus Wierzonka mit Karlowitz und Kowalskie, 1797–1945 in Familienbesitz
- Schloss Lechlin, 1891–1899 in Familienbesitz
- Schloss Neuhaus (Nowy Dwor), 1828–1945 in Familienbesitz
- Schloss Niederbaumgarten (Sady Dolne), erbaut 1844 für Otto Sigismund v. Treskow
- Schloss Nieschawa (Nieszawa), 1879–1933 in Familienbesitz
- Gutshaus und Schloss Morasko, von 1878 bis 1900 in Familienbesitz
- Schloss Owinsk, erbaut für Sigmund Otto Joseph von Treskow von Karl Friedrich Schinkels
- Schloss Radojewo, erbaut für Sigmund Otto Joseph von Treskow
- Gutshaus Strelcze, 1840 erbaut für Carl von Treskow, bis 1924 in Familienbesitz
- Schloss Treskow (Biedrusko), 1880 erbaut für Albrecht von Treskow
- Haus Vogelsberg in Neusalz (Nowa Sol), 1935 erbaut für Albrecht von Treskow durch den Architekten Fritz Schopohl

## Bekannte Familienmitglieder
- Barbara von Treskow (1895–1972), deutsche Frauenrechtlerin und Chefredakteurin von Frauenzeitschriften
- Carl von Treskow (Landwirtschaftsreformer) (1787–1846), deutscher Landwirtschaftsreformer und Gutsbesitzer
- Carl von Treskow (Politiker) (1819–1882), deutscher Gutsherr und Politiker, MdR
- Christian von Treskow (* 1968), deutscher Regisseur
- Eduard von Treskow (1837–1898), preußischer Generalmajor[10]
- Ernst Heinrich von Treskow (1844–1915), deutscher Diplomat und Botschafter
- Franz von Treskow (1835–1910), preußischer Generalmajor[11]
- Heinrich Karl von Treskow (1823–1886), auf Dahlwitz, Gründer der Rennbahn Hoppegarten[12]
- Heinrich von Treskow (1840–1927), preußischer Generalleutnant
- Julius von Treskow (1818–1894), preußischer Rittergutsbesitzer und Politiker
- Louis (Ludwig) von Treskow (1799–1865), trug wesentlich zum Ausbau des Seebades Heringsdorf bei[13]
- Sigismund von Treskow (1864–1945), preußischer Politiker
- Sigmund Otto Joseph von Treskow (1756–1825), preußischer Manufakturbesitzer, Großkaufmann und Gutsbesitzer
- Walther von Treskow (1874–1928), deutscher Verwaltungsjurist und Gutsbesitzer

## Fiktion
- In Karl Mays Winnetou tritt in drei Bänden der Reihe die fiktive Figur Richard von Treskow auf, welcher beschrieben wird als „kein Westmann, aber ein Gentleman … von Erfahrung, kenntnisvoll und doch dabei bescheiden“.
- Als Theodor Fontane 1889 seine ersten Entwürfe für den Roman Effi Briest niederschrieb, sollte die Heldin zunächst Betty v. Treskow heißen. Nachdem dies verworfen wurde, taufte er Effis späteren Ehemann Hugo v. Treskow, doch auch daraus wurde in der Endfassung Gert v. Innstetten.
- Eduard von Keyserlingk ließ 1914 in seiner 1980 verfilmten Erzählung Am Südhang einen fiktiven Oberstleutnant v. Treskow auftreten
- In Walter Kollos Operette Drei alte Schachteln tritt der fiktive Rittermeister von Treskow auf
- In dem UFA-Film Fredericus von 1937 tritt die fiktive Gestalt des Kammerherrn von Treskow auf
- In Veit Harlans Historienfilm Der große König von 1942 ist eine Figur der fiktive Feldwebel von Treskow, gespielt von Gustav Fröhlich